# Amigos de las Américas
Amigos de las Américas (AMIGOS) es una organización sin fines de lucro con su base en Houston, Texas, que se dedica a crear alianzas para fomentar el liderazgo juvenil, promover el desarrollo comunitario y fortalecer el entendimiento intercultural en las Américas. AMIGOS también trata de crear oportunidades para que jóvenes sobresalgan en sus roles de liderazgo a través de la promoción de salud pública, educación y desarrollo comunitario.

## Historia
AMIGOS fue fundada en 1965 por Guy Bevil Jr. Bevil fue empleado por River Oaks Baptist Church en Houston y decidió llevar a más de 250 jóvenes de Houston a Honduras en automóvil con la intención de luchar contra la creciente epidemia de polio en un área rural. A partir de ese verano nació Amigos de las Américas.

## Hoy
Aunque AMIGOS nació por los esfuerzos de un grupo cristiano, la organización hoy no es afiliada con ningún gobermiento ni grupo religioso. La misión primaria es ofrecer programas durante las vacaciones del verano (desde mayo hasta agosto) en muchos países latinoamericanos, incluyendo Paraguay, Uruguay, Brasil, Honduras, Costa Rica, la República Dominicana, Panamá, Nicaragua, y México. Los programas duran desde seis hasta ocho semanas. Los voluntarios, la mayoría de quienes son estudiantes de colegio, se van con uno o dos otros en hacer sus proyectos en comunidades rurales. Hay cinco tipos de programas que AMIGOS implementa: Hogares Saludables/Comunidades Saludables, Desarrollo Comunitario Joven-a-Joven, Nutrición Comunitaria (solamente ofrecido en Oaxaca, México), Cultura Digital (también solamente ofrecido en Oaxaca, México) y Conservación de los Parques nacionales (solamente ofrecido en enero en Costa Rica). Todos los programas se hacen en asociación con organizaciones anfitrionas como los ministerios de salud, Save the Children, y Plan Internacional, entre otros.
Cada año unos 600 jóvenes participan en los varios programas de AMIGOS. La Oficina Internacional de AMIGOS espera ver ese número doblar por los próximos dies años- para su Aniversario 50. [cita requerida] 
Aunque el programa empezó en Houston, Texas, ya tiene capítulos por todos los Estados Unidos, incluyendo cuatro en el área de San Francisco, Sacramento/Davis, Los Ángeles, Santa Clara, San Diego, Portland, Seattle, Tucson, Albuquerque, Denver, Salt Lake City, Houston, Dallas, Austin, Madison, Minneapolis/St. Paul, Chicago, Kent, Ohio, Kansas City, Washington D. C., Boston Nueva York. [cita requerida] ·